# Falklandseeschwalbe
Die Falklandseeschwalbe (Sterna hirundinacea) ist eine monotypische Art aus der Familie der Seeschwalben. Sie kommt ausschließlich in Südamerika und auf den Falklandinseln vor.

## Erscheinungsbild
Die Falklandseeschwalbe erreicht eine Körperlänge von 41 bis 43 Zentimeter. Die Flügellänge beträgt 28,4 bis 31,5 Zentimeter und die Flügelspannweite 84 bis 96 Zentimeter. Falklandseeschwalben erreichen ein Gewicht zwischen 172 und 196 Gramm. Männchen haben tendenziell einen etwas längeren Schwanz als die Weibchen.
Die Falklandseeschwalbe ist damit eine mittelgroße Seeschwalbenart. Sie ist sehr hell mit einer hellgrauen Körperoberseite und einer noch helleren Körperunterseite. Der Schwanz ist tief gegabelt. Die Beine sind für eine Sterna-Art verhältnismäßig lang. Adulte Falklandseeschwalben haben im Prachtkleid einen schwarzen Kopf, die Färbung dehnt sich bis in den Nacken aus. Die äußeren Handschwingen sind etwas dunkler als die übrigen Schwingen. Auf der Unterseite haben die äußeren Schwingen schwach ausgeprägte dunkle Flecken, die einen unscharf abgegrenzten dunkleren Saum bilden. Der Schnabel und die Beine sind rot. Im Schlichtkleid ist die dunkle Kopfkappe weniger stark ausgeprägt, die Stirn ist weißlich. Der Rotfärbung von Schnabel und Beine ist etwas matter als im Prachtkleid. Jungvögel ähneln den adulten im Schlichtkleid. Der Schnabel ist schwarz und die Füße sind bräunlich-gelblich. 
Verwechslungsmöglichkeiten bestehen unter anderem mit der Antipodenseeschwalbe, der Küstenseeschwalbe und der Fluss-Seeschwalbe.

## Verbreitung
Die Falklandseeschwalbe brütet von den Küsten Perus sowie Ostbrasilien bis nach Feuerland. Sie ist außerdem ein Brutvogel der Falklandinseln. Der größte Teil der Population zieht nach der Fortpflanzungszeit nach Norden und erreicht dann auch die Pazifikküste Ecuadors.

## Lebensweise
Die Falklandseeschwalbe frisst überwiegend kleine Fische und Krustentiere sowie vermutlich auch Insekten. Ihre Nahrung fängt sie gelegentlich durch Stoßtauchen aus einer Höhen von bis zu sieben Meter. Während ihrer Nahrungsflüge folgt sie häufig Schweinswalen und Raubfischen.
Die Fortpflanzungszeit fällt im Süden ihres Verbreitungsgebietes in den Zeitraum Oktober bis Januar. In Brasilien brütet sie dagegen im Zeitraum April bis Juni. Sie ist ein Koloniebrüter und brütet in dicht besiedelten Kolonien, die gelegentlich bis zu 10.000 Brutpaare umfassen. Das Nest ist eine flache Mulde, die gelegentlich mit Muscheln und Steinchen umrandet und mit Gras ausgelegt ist. Das Gelege besteht aus zwei bis drei Eiern. Diese werden 21 bis 23 Tage bebrütet. Die Jungvögel sind in einem Alter von etwa 27 Tagen flügge.

## Belege

### Einzelbelege
1. ↑   Shirihai, S. 233
2. ↑   Shirihai, S. 232
3. ↑   Shirihai, S. 233

### Weblink
- Sterna hirundinacea in der Roten Liste gefährdeter Arten der IUCN 2013.1. Eingestellt von: BirdLife International, 2012. Abgerufen am 12. Oktober 2013.